# Actea Heart
Actea Heart （アクテアハート）は資生堂から発売されている、マチュア世代向けの女性の肌機能を高めるスキンケア化粧品シリーズの化粧品ブランドの名前である。

## 概要
団塊の世代が50代に近づいた1997年に誕生したブランドである。「美しい50歳がふえると、日本は変わると思う。」というキャッチコピーと共にアクテアハートは登場した。
モデルとしては、社会で活躍している50代間近の女性達を起用し、1人がメインモデルに据えるのではなく複数の女性達に登場してもらうことで、1人のキャラクターに引きずられないようにした。「元気な女性達のブランド」を表現するために、ユーザーとなる「あなた」も含むそんな人たちにエールを送ると言う意図があった。年齢を重ねても輝いている女性の姿・生き方がテーマをブランドコンセプトにしていた。
女性ホルモンと同じような働きを持つ植物抽出成分として、ヒオウギエキスを配合している。
商品ラインナップには、マッサージクリームの機能を兼ね備えたクリーム状のメイク落としや洗顔石鹸、化粧水、乳液のほか、保湿クリームは朝晩使えるタイプと夜用の2種類を用意。また肌のほてりを鎮める粉末入りの2層タイプの収れん化粧水も用意した。後には、目の下（目袋）のたるみや手の甲のシワやくすみといった肌の衰えによる悩みに対応したアイテムやファンデーション・化粧下地を追加した（スキンケアの一部商品及びファンデーション・化粧下地は生産や販売が終了している）。

## 受賞歴
- '98ACC全日本CMフェスティバル入賞 - 田中優子（粋な夏）

## CM出演者
- 山本容子（版画家） - メインイメージモデル
- 田中優子（日本の江戸文化研究者・法政大学社会学部教授）
- 久米麗子（スタイリスト）
- 平野レミ（歌手・料理家）
- 前田美波里（俳優） - のちの2008年に資生堂/ELIXIR PRIORにも出演
- 栗原はるみ（料理研究家）
- 島森路子（『広告批評』編集者）
- 池田理代子（漫画家）
- 山口小夜子（ファッションモデル）